# Uwe Raab
Uwe Raab (ur. 26 lipca 1962 w Wittenberdze) – niemiecki kolarz szosowy reprezentujący NRD, dwukrotny medalista mistrzostw świata.

## Kariera
Największy sukces w karierze Uwe Raab osiągnął w 1983 roku, kiedy zdobył złoty medal w wyścigu ze startu wspólnego amatorów podczas mistrzostw świata w Altenrhein. W zawodach tych wyprzedził bezpośrednio Szwajcara Nickiego Rüttimanna oraz Polaka Andrzeja Serediuka. Otrzymał tytuł sportowca roku 1983 w NRD. Na rozgrywanych trzy lata później mistrzostwach świata w Colorado Springs wspólnie z Uwe Amplerem, Mario Kummerem i Danem Radtke zdobył brązowy medal w drużynowej jeździe na czas. W latach 1983–1989 ośmiokrotnie startował w Wyścigu Pokoju wygrywając tam siedem etapów. W 1990 roku przeszedł na zawodowstwo. Wygrał łącznie cztery etapy Vuelta a España, najlepszy wynik osiągając w 1991 roku, kiedy zajął 43. miejsce w klasyfikacji generalnej. Czterokrotnie startował w Tour de France, jego najlepszym wynikiem było 84. miejsce w 1994 roku. Wystartował także w Giro d’Italia w latach 1993 i 1994, ale wycofał się przed końcem rywalizacji. Wielokrotnie zdobywał medale mistrzostw NRD, w tym trzy złote. W 1988 roku wziął udział w wyścigu ze startu wspólnego podczas igrzysk olimpijskich w Seulu, zajmując 23. miejsce. W 1995 roku zakończył karierę.

## Najważniejsze zwycięstwa i sukcesy
- 1983
  - mistrzostwo świata amatorów w wyścigu ze startu wspólnego
  - 2. Niedersachsen Rundfahrt
- 1985
  - 2. Niedersachsen Rundfahrt
- 1986
  - 3. mistrzostwa świata amatorów (druż. wyścig na szosie 100 km)
- 1989
  - etap w Circuit de la Sarthe
- 1990
  - etap w Vuelta Ciclista a la Communidad Valenciana
- 1991
  - 3. E3 Prijs Vlaanderen
- 1993
  - etap w Tirreno-Adriático